# Río Kern

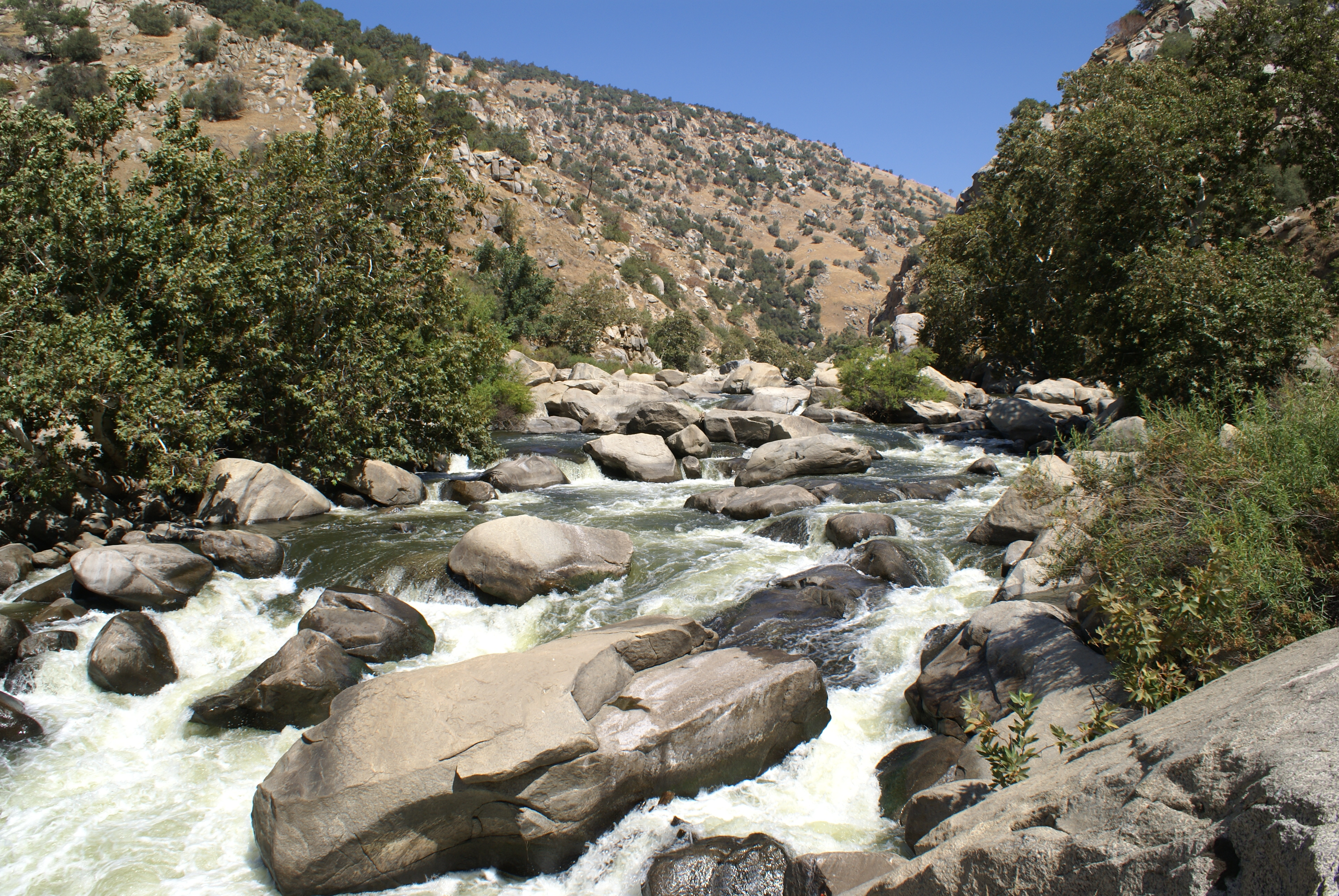
El río Kern, atravesando el cañón que lleva su nombre

El río Kern, originalmente conocido como el río San Felipe y luego cómo La Porciúncula, es un río en el estado de California en los Estados Unidos que mide aproximadamente 270 kilómetros (165 millas). Drena un área del sur de las montañas de la Sierra Nevada al noreste de Bakersfield. Alimentado por la nieve derretida cerca del monte Whitney, el río atraviesa cañones pintorescos en las montañas y es un lugar turístico para rafting y piragüismo. Es el único río en la cordillera de la Sierra Nevada que drena hacia el sur.  
El río Kern se vaciaba anteriormente en el ahora seco lago Buena Vista y en el lago Kern a través de la ciénaga del río Kern, y a su vez el lago Kern se vaciaba en el lago Buena Vista a través de la ciénaga conectada al extremo sur del Valle Central. Cuando el lago Buena Vista se desbordaba, primero retrocedía hacia el lago Kern y luego, al elevarse más, se desembocaba en el lago Tulare a través de la ciénaga de Buena Vista y una serie de cambios de ciénagas en el río Kern. Los lagos formaban parte de una cuenca parcialmente endorreica que a veces se desbordaba en el río San Joaquín. Esta cuenca también incluía los ríos Kaweah y Tule, así como las distribuciones del sur de los Reyes que desembocaban todos en el lago Tulare.  
A pesar de que un poco de agua del río Kern se desemboca en los pequeños lagos Webb y Evans, ubicados en una porción del antiguo lecho del lago Buena Vista, desde finales del siglo XIX el río se ha utilizado casi exclusivamente para la irrigación, la recarga de acuíferos y el acueducto de California.  Los lagos fueron creados en el año 1973 para uso recreativo. Los lagos contienen 6.800 pies-acre (8.400 dam³) en conjunto. Se cultivan las tierras del resto del antiguo lecho de lago. Durante épocas de muchas lluvias, el río alcanza la cuenca del lago Tulare a través de una serie de canales y ciénagas. 
A pesar de su fuente remota, casi todo el río es accesible al público. El río Kern es particularmente popular para el senderismo por la naturaleza y el rafting. La parte alta del río Kern está paralela a veredas a menos de media milla de la fuente (que se encuentra a 13,600 pies (4,100 m). Incluso con la presencia del lago Isabella, el río es perenne hasta la cuenca baja de Tulare. Su rápido flujo a baja elevación hace que el río debajo de la presa sea un lugar muy popular para el rafting.

## Curso
El río Kern es el río más sureño del Valle de San Joaquín. El río comienza al este del condado de Tulare en la Sierra Nevada y termina al oeste del condado de Kern, en donde se desvía para suministros de agua local. El ramal principal del río, llamado a menudo el río Kern North Fork, nace de numerosos lagos pequeños al oeste del monte Whitney, en las montañas altas de la Sierra Nevada al noreste del condado de Tulare, ubicado al noreste del parque nacional de Sequoia. El río fluye al sur por las montañas y pasa por Inyo, los bosques de Sequoia y el Golden Trout Wilderness. El pequeño río Kern se junta al noreste en un sitio llamado Forks de Kern. 
En Kernville, el río brota de su cañón estrecho a un valle amplio donde se retiene en el lago Isabella, un embalse formado por la presa Isabella.  La antigua ubicación del pueblo de Kernville fue conocida como Whiskey Flat. El río Kern South Fork se une al lago Isabella. Al igual que North Fork, South Fork crece en el condado de Tulare y fluye principalmente hacia el sur a través del Bosque Nacional de Inyo. Después de entrar al condado de Kern, South Fork se desvía hacia el oeste hasta terminar en el lago Isabella.  
El río Kern fluye por la presa del lago Isabella al suroeste, atravesando un espectacular cañón escabroso, y por el sureste de las montañas Greenhorn. El río surge de las montañas al este de Bakersfield, que viene siendo la ciudad más grande que el río atraviesa. A pesar de que el río está represado en la parte alta, su corriente es veloz incluso en los veranos de sequía. El río pierde la mayor parte de su flujo veloz en Bakersfield al ser desviado y canalizado antes de llegar al centro de la ciudad. En su curso de la corriente en Bakersfield, el río Kern se desvía extremadamente a través de una serie de canales que irrigan las granjas del sur del Valle de San Joaquín y proporcionan reservas municipales de agua a la ciudad de Bakersfield y sus áreas vecinas. Hace tiempo, el río Kern se extendía en vastas ciénagas y lagos de temporada en la región de Bakersfield.  
El Canal Friant-Kern, construido como parte del Proyecto del Valle Central, se une al río aproximadamente 4 mi (6.4 km) al oeste del centro de Bakersfield. 
El Río Kern es uno de los pocos ríos en el Valle Central que no hace contribución de agua al Proyecto del Valle Central (CVP, por sus siglas en inglés). Sin embargo, el agua del CVP, principalmente del Canal de Friant-Kern, se deposita para el almacenamiento de agua en los acuíferos. 
Históricamente, el río fluía 20 mi (32 km) adicionales hacia el sur a través de una corriente que desembocaba en Arvin, que hoy en día está seco, en donde se formaba el lago Kern de temporada, que crecía para cubrir aproximadamente 8,300 acres (3,400 ha) durante los períodos húmedos. El agua del lago Kern luego fluía hacia el oeste a través de la ciénaga de Buena Vista hacia el lago Buena Vista, otro lago estacional que llegó a un tamaño de aproximadamente 4,000 acres (1,600 ha). Otro canal del río Kern fluía desde el área suroeste de Bakersfield hasta el lago Buena Vista directamente. Durante los períodos de gran escorrentía, el lago Buena Vista rebosaba y se unía a otras ciénagas y lagos estacionales, creando una serie de ciénagas que desembocaban en el norte del antiguo lago Tulare, el cual a veces rebalsaba en el río San Joaquín a través de la Ciénaga de Fresno, formando uno de los sistemas de ríos más largos de California llegando a 535 mi (861 km). 

## Tramos protegidos
El 24 de noviembre de 1987, un tramo de río de 236,6 km fue declarado como río salvaje y paisajístico nacional.